# Gebhard (hertog van Lotharingen)
Gebhard van Lotharingen (ca. 860 - bij Augsburg, 22 juni 910), ook Gebhard van Franconië, van Franken of van (de) Lahngouw genoemd, was ambtshertog van Lotharingen (903-910). Hij maakte deel uit van het geslacht der Konradijnen.

## Geschiedenis
Gebhard was in 897 graaf van de Rijngouw. Na het falen van Zwentibold en de inhuldiging van de zevenjarige Lodewijk het Kind als koning nam Gebhard als ambtshertog het bewind in Lotharingen in handen. Hij kreeg daarbij de abdijen Sint Maximinus en Oeren in Trier.
In 903 werd hij benoemd tot hertog van Lotharingen, in welke positie hij blijkbaar zonder veel problemen kon samenwerken met Reinier I van Henegouwen, een machtig edelman in Lotharingen. Gebhard verwierf in 904 de Wormsgouw en in 909 de Wetterau. Gebhard sneuvelde op 22 juni 910 op het Lechfeld bij Augsburg in de strijd tegen de Magyaren toen het leger van Lodewijk het Kind een verpletterende nederlaag leed tegen de Hongaren.

## Familie
Gebhard was zoon van Udo (graaf van Lahngouw) en Judith van Bourgondië. Hij was de vader van:
- Herman I van Zwaben (-949)
- Udo van de Wetterau, Lahngouw en Rijngouw, gehuwd met Cunigonde, dochter van Herbert I van Vermandois.

## Voorouders
| Voorouders van Gebhard (hertog van Lotharingen) | Voorouders van Gebhard (hertog van Lotharingen)                   | Voorouders van Gebhard (hertog van Lotharingen)                   | Voorouders van Gebhard (hertog van Lotharingen)                   | Voorouders van Gebhard (hertog van Lotharingen)                   | Voorouders van Gebhard (hertog van Lotharingen)                   | Voorouders van Gebhard (hertog van Lotharingen)                   | Voorouders van Gebhard (hertog van Lotharingen)                   | Voorouders van Gebhard (hertog van Lotharingen)                   |
| ----------------------------------------------- | ----------------------------------------------------------------- | ----------------------------------------------------------------- | ----------------------------------------------------------------- | ----------------------------------------------------------------- | ----------------------------------------------------------------- | ----------------------------------------------------------------- | ----------------------------------------------------------------- | ----------------------------------------------------------------- |
| Overgrootouders                                 | Odo van Orléans (780-834) ∞ Engeltrude van Parijs (790-850)       | Odo van Orléans (780-834) ∞ Engeltrude van Parijs (790-850)       | ? (-) ∞ ? (-)                                                     | ? (-) ∞ ? (-)                                                     | Welf van Altdorf (800–879) ∞ Eigilwich (-)                        | Welf van Altdorf (800–879) ∞ Eigilwich (-)                        | Hugo van Tours (edelman) (775–837) ∞ Ava van Morvois (-)          | Hugo van Tours (edelman) (775–837) ∞ Ava van Morvois (-)          |
| Grootouders                                     | Gebhard (graaf van Lahngouw) (800-879) ∞ ? (-)                    | Gebhard (graaf van Lahngouw) (800-879) ∞ ? (-)                    | Gebhard (graaf van Lahngouw) (800-879) ∞ ? (-)                    | Gebhard (graaf van Lahngouw) (800-879) ∞ ? (-)                    | Koenraad I van Auxerre (800–863) ∞ Adelheid van Tours (-n 866)    | Koenraad I van Auxerre (800–863) ∞ Adelheid van Tours (-n 866)    | Koenraad I van Auxerre (800–863) ∞ Adelheid van Tours (-n 866)    | Koenraad I van Auxerre (800–863) ∞ Adelheid van Tours (-n 866)    |
| Ouders                                          | Udo (graaf van Lahngouw) (830-879) ∞ Judith van Bourgondië (835-) | Udo (graaf van Lahngouw) (830-879) ∞ Judith van Bourgondië (835-) | Udo (graaf van Lahngouw) (830-879) ∞ Judith van Bourgondië (835-) | Udo (graaf van Lahngouw) (830-879) ∞ Judith van Bourgondië (835-) | Udo (graaf van Lahngouw) (830-879) ∞ Judith van Bourgondië (835-) | Udo (graaf van Lahngouw) (830-879) ∞ Judith van Bourgondië (835-) | Udo (graaf van Lahngouw) (830-879) ∞ Judith van Bourgondië (835-) | Udo (graaf van Lahngouw) (830-879) ∞ Judith van Bourgondië (835-) |
| Gebhard (hertog van Lotharingen) (845-899)      |                                                                   |                                                                   |                                                                   |                                                                   |                                                                   |                                                                   |                                                                   |                                                                   |